# Jorge Ritto
Jorge Marques Leitão Ritto GColIH (Lisboa, 3 de Janeiro de 1936), diplomata português.

## Biografia
Licenciou-se em Ciências Históricas e Filosóficas pela Universidade de Lisboa, tendo sido assistente da Faculdade de Letras de Lisboa na área da Filosofia.

## Carreira
Iniciou a carreira diplomática em 1961, exercendo vários cargos, nomeadamente: cônsul em Toronto em 1962; secretário de legação na Embaixada em Kinshasa em 1964; cônsul em Estugarda em 1969; conselheiro de embaixada na Conferência sobre a Segurança e Cooperação na Europa (CSCE) em Genebra(1973-1975); membro da delegação portuguesa à Assembleia Geral das Nações Unidas em 1975, representando o país no Comité Político Especial; conselheiro na Missão Permanente de Portugal na UNESCO (1976-1981), participando em 1977 na reunião de seguimento da CSCE em Belgrado.
A partir de Julho de 1979 foi designado encarregado de negócios da Missão Permanente, dada a nomeação da Embaixadora Engª Maria de Lourdes Pintasilgo como Primeira-Ministra.
Em 1981, Ritto foi nomeado subdirector-geral para a Cooperação, passando em 1982 a subdirector-geral das Relações Culturais Externas.
Em 1986 foi nomeado para a Embaixada portuguesa em Rabat, com credenciais de embaixador. Em 1991 foi nomeado para a Embaixada em Pretória, tendo sido promovido a embaixador pleno em 1994. Em 1995 tomou posse como Presidente da Comissão Interministerial sobre Macau. Foi representante permanente junto da UNESCO entre 1996 e 2001.
Jorge Ritto aposentou-se em 2002.
Em 1991 Ritto recebeu de Mário Soares o Grande Colar da Ordem do Infante D. Henrique pelos serviços prestados a Portugal como embaixador em vários países. Em 2015 foi expulso da Ordem por ter sido condenado no Processo Casa Pia.